# Сеймен (вилает Истанбул)
Вижте пояснителната страница за други значения на Сеймен.
Сеймен или Сейменли (на турски: Seymen; стари имена Кючюк Сеймен, Джюдже Секбан) е село в европейската част (Източна Тракия) на Турция, околия Силиврия, вилает Истанбул.

## География
Селото е разположено на около 78 км западно от град Истанбул и на 14 км от околийския център Силиврия.

## История
В началото на 20 век Кючукъ Сейменъ е християнско село в Цариградския вилает на Османската империя. От 1909 година жителите на Кючукъ Сейменъ са под ведомството на Българската екзархия. През 1910 година селото има 120 къщи, от които 4 гръцки, а останалите - български. През същата година в доклад до Екзархията се отбелязва:
| „ | ... забелязва се силно гръцко влияние във всяко отношение. Селяните се занимават със земеделие и са добре в материално отношение... Има много добра и напълно довършена църква; училището е старо етажно здание, което никак не отговаря на целта... Откак се е обърнало селото, не са се прекъснали вълнения, плод на гръцки подкупничества. Напоследък всичко утихна; националното съзнание закрепва. | “ |

Кючукъ Сейменъ присъства в статистиката на професор Любомир Милетич от 1912 г. като българско село, без по-подробна информация за жителите му.
| Население на селото по години | Население на селото по години |
| ----------------------------- | ----------------------------- |
| 2000                          | 1773                          |
| 1997                          | 1673                          |

## Личности
Починали в Сеймен
- Илия Н. Беловеждов, български военен деец, подофицер, загинал през Балканската война[6]
- Сава Драмов, български лекар, загинал през Балканската война[7]